# Comuna Lișciînka, Kaharlîk
Lișciînka (în ucraineană Ліщинка) este o comună în raionul Kaharlîk, regiunea Kiev, Ucraina, formată din satele Lișciînka (reședința), Rasavka și Ternivka.

## Demografie
Componența lingvistică a comunei Lișciînka
     Ucraineană (96,43%)
     Rusă (3,45%)
     Alte limbi (0,12%)
Conform recensământului din 2001, majoritatea populației comunei Lișciînka era vorbitoare de ucraineană (96,43%), existând în minoritate și vorbitori de rusă (3,45%).